# South Brent
South Brent – wieś i civil parish w Anglii, w Devon, w dystrykcie South Hams. W 2011 roku civil parish liczyła 2822 mieszkańców. South Brent jest wspomniana w Domesday Book (1086) jako Brenta/Brente.